# グズニ・ヴァルル・グズナソン
グズニ・ヴァルル・グズナソン（アイスランド語: Guðni Valur Guðnason、1995年10月11日 - ）は、アイスランドの陸上競技選手、専門は円盤投。男子円盤投のアイスランド国内記録保持者。

## 来歴
13歳の時に学校で陸上競技を始めた。そのきっかけは、海外旅行をしたかったもののお金が無く、競技の代表チームに入って大会に参加すれば海外へ行けると思ったからだった。地元の陸上競技クラブに入り、現在のコーチであるペトゥル・グズムンソンと出逢う。当初は砲丸投の選手だったが、2014年頃から円盤投専門に転向した。
2016年のリオデジャネイロオリンピックの男子円盤投に初出場した。
2018年12月、虫垂炎の手術を受けた5日後に激しい痛に襲われ、病院に運ばれたグズニは、破裂した虫垂炎から液体が漏出したことによる命に係わる腹膜炎と診断された。3週間入院し、抗生物質による治療を受けた。退院後、体重は20kg減少していたが、6週間で円盤投に復帰した。
しかし、2019年にブドヴァで開催された欧州小国競技大会で、鼠蹊部を負傷。その後ドーハで開催された第17回世界陸上競技選手権大会を含む残りのシーズンに影響し、結果を出せずに終わった。
その後、次のオリンピックを目標に、レイキャヴィークの屋内運動場でトレーニングを始めていたが、2020年の世界的なCOVID-19の感染拡大により自宅でのトレーニングを余儀なくされる。規制解除後に国内大会が再開されると出場を重ね、9月16日にはレイキャヴィークで、円盤投で69.35mを記録。これは1989年にヴェステイン・ハフステインソンが樹立したアイスランド国内記録の67.64mを上回り、31年ぶりの国内記録更新となった。
2021年の東京オリンピックの男子円盤投に出場したが、記録を残せず予選敗退となった。

## 主な戦績
| 年   | 大会                         | 開催地           | 種目   | 順位            | 記録     | 備考 |
| ---- | ---------------------------- | ---------------- | ------ | --------------- | -------- | ---- |
| 2015 | 欧州小国競技大会             | レイキャヴィーク | 円盤投 | 優勝            | 56.40m   |      |
| 2016 | ヨーロッパ陸上競技選手権大会 | アムステルダム   | 円盤投 | 予選敗退 (22位) | 61.20m   |      |
| 2016 | オリンピック                 | リオデジャネイロ | 円盤投 | 予選敗退 (21位) | 60.45m   |      |
| 2017 | 欧州小国競技大会             | セラヴァッレ     | 砲丸投 | 4位             | 16.96m   |      |
| 2017 | 欧州小国競技大会             | セラヴァッレ     | 円盤投 | 優勝            | 59.98m   |      |
| 2018 | ヨーロッパ陸上競技選手権大会 | ベルリン         | 円盤投 | 予選敗退 (16位) | 61.36m   |      |
| 2019 | 欧州小国競技大会             | ブドヴァ         | 砲丸投 | 3位             | 17.83m   |      |
| 2019 | 欧州小国競技大会             | ブドヴァ         | 円盤投 | 準優勝          | 57.64m   |      |
| 2019 | 世界陸上競技選手権大会       | ドーハ           | 円盤投 | 予選敗退 (32位) | 53.91m   |      |
| 2021 | オリンピック                 | 東京             | 円盤投 | 予選敗退        | 記録無し |      |
| 2022 | ヨーロッパ陸上競技選手権大会 | ミュンヘン       | 円盤投 | 11位            | 61.00m   |      |

## 記録
| 種目   | 記録   | 年月日        | 場所             | 備考     |
| ------ | ------ | ------------- | ---------------- | -------- |
| 砲丸投 | 17.83m | 2019年5月29日 | バール           |          |
| 円盤投 | 69.35m | 2020年9月16日 | レイキャヴィーク | 国内記録 |